# Tvillingarna på Sweet Valley High
Tvillingarna på Sweet Valley High är en TV-serie baserad på bokserien Tvillingarna skriven av Francine Pascal. De handlar om tvillingsystrarna Elisabeth ("Lissie") och Jessica ("Jessie) Wakefield som går på Sweet Valley High. Tvillingarna spelades i den av Cynthia Daniel och Brittany Daniel.

## Tvillingarna
Elisabeth, "Lissie", är den rediga, lugna och smarta. Hon har en ständig pojkvän, Todd, som är skolans basketstjärna. Elisabeth jobbar på skoltidningen Oracle. Hennes bästa vän är Enid Rollins.
Jessica, "Jessie", är den sluga, spontana och vilda tvillingsystern som ständigt letar efter någon ny kille att dejta. Lila Fowler är Jessicas bästa vän. Jessica hittar alltid på påhitt som oftast förstör för Elisabeth eller någon av de andra.  Jessica hamnar dessutom ofta i knipa och då frågar hon alltid efter Lissies hjälp. Jessica tillhör också en klubb där de kallar sig "Enhörningarna". Medlemmarna måste gilla samma saker som till exempel shopping, senaste skvallret, festa och dejta killar. 

## Vänner
- Lila Fowler - Rik, skvallrig och modemedveten och "Enhörningarnas" ledare. Jessicas bästa vän.
- Enid Rollins - Lojal men rolig har inte alltid sån tur med killar. Elisabeths bästa vän.
- Winston - Clownen med otur som alltid är redo att dejta Jessica. Jobbar på innestället Moon Beach.
- Todd Wilkins - Skolans basketstjärna
- Bruce Patman - Rik, snygg, stöddig och väldigt självmedveten.
- Manny - Korta killen som hänger efter Enid.
- Tatyana - Modellen som flyttade till Sweet Valley